# Núcleo Ochagavía
Núcleo Ochagavía es un edificio ubicado en la comuna de Pedro Aguirre Cerda, de la metrópoli de Santiago de Chile, cual es utilizado como un centro logístico de Red Megacentro.
Fue ideado durante la década de 1960 y su construcción inició a principios de la década de 1970, con la intención de ser un hospital, sin embargo, tras el Golpe de Estado en Chile de 1973, el edificio quedó inconcluso. El 5 de mayo de 2013, el terreno fue vendido y sus instalaciones fueron reutilizadas, convirtiéndose en un ejemplo de recuperación de espacios urbanos.

## Historia

### Proyecto sanitario y abandono
Durante el gobierno del presidente Eduardo Frei Montalva, el ministro de Salud Ramón Valdivieso encargó la creación del que sería, en su época, el hospital público más grande y moderno de Sudamérica: el «Hospital del Empleado» —también denominado «Hospital Sur Poniente»—, un establecimiento sanitario de 84 000 m² edificados en una superficie de 23 000 m². La obra estaría a cargo de la Sociedad Constructora de Establecimientos Hospitalarios.
El diseño fue obra del arquitecto chileno Hernán Aubert, quién proyectó un edificio con 1200 camas, baños por pieza y un helipuerto, entre otros detalles. Además, el proyecto incluyó la construcción de una villa residencial para el personal sanitario.
El proyecto se repotenció durante el gobierno del presidente Salvador Allende. Se inscribieron los planos en julio de 1970. El 25 de enero de 1971 se autorizó la edificación por parte de la entonces municipalidad de San Miguel. Las obras se iniciaron en marzo de 1971, ejecutadas por la constructora Neut Latour. Se estimó que las obras se extenderían por 4 años, y utilizarían una dotación de aproximadamente 1000 obreros, sin utilización de grúas.
Las obras fueron paralizadas a los 2 años y medio, tras el golpe de Estado de 1973. Durante la dictadura militar de Augusto Pinochet, no hubo intenciones de reanudar las obras, aduciendo altos costos operacionales en relación con la demanda asistencial del sector y a una mala calidad arquitectónica del edificio.
Posteriormente, el régimen militar construyó el hospital Paula Jaraquemada en el sector de avenida Manuel Antonio Matta, destinado a atender a la población del sector sur-poniente de Santiago, lo que sepultó de manera definitiva la posibilidad de concluir el hospital de Ochagavía.

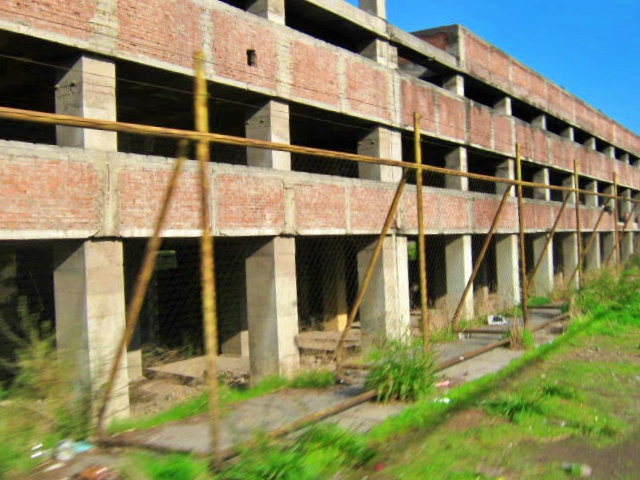
Aspecto y vista desde calle Club Hípico en febrero de 2009

La estructura fue abandonada, pese a que empresas como la alemana Siemens se ofrecieron a terminar la obra a cambio de habilitarlo con sus equipos médicos. Esto, sumado a su enorme tamaño le valieron el apodo local de elefante blanco.

### Proyecto comercial
En 1999, el Ministerio de Vivienda y Urbanismo vendió el edificio y los terrenos colindantes en 42 000 unidades de fomento (aproximadamente 647 millones de pesos del año 2010) a la Inmobiliaria Mapocho S.A., que adquirió los terrenos para realizar una reconstrucción o demolición, con la finalidad de levantar un centro comercial, obras que, sin embargo, nunca se realizaron.

### Núcleo Ochagavía

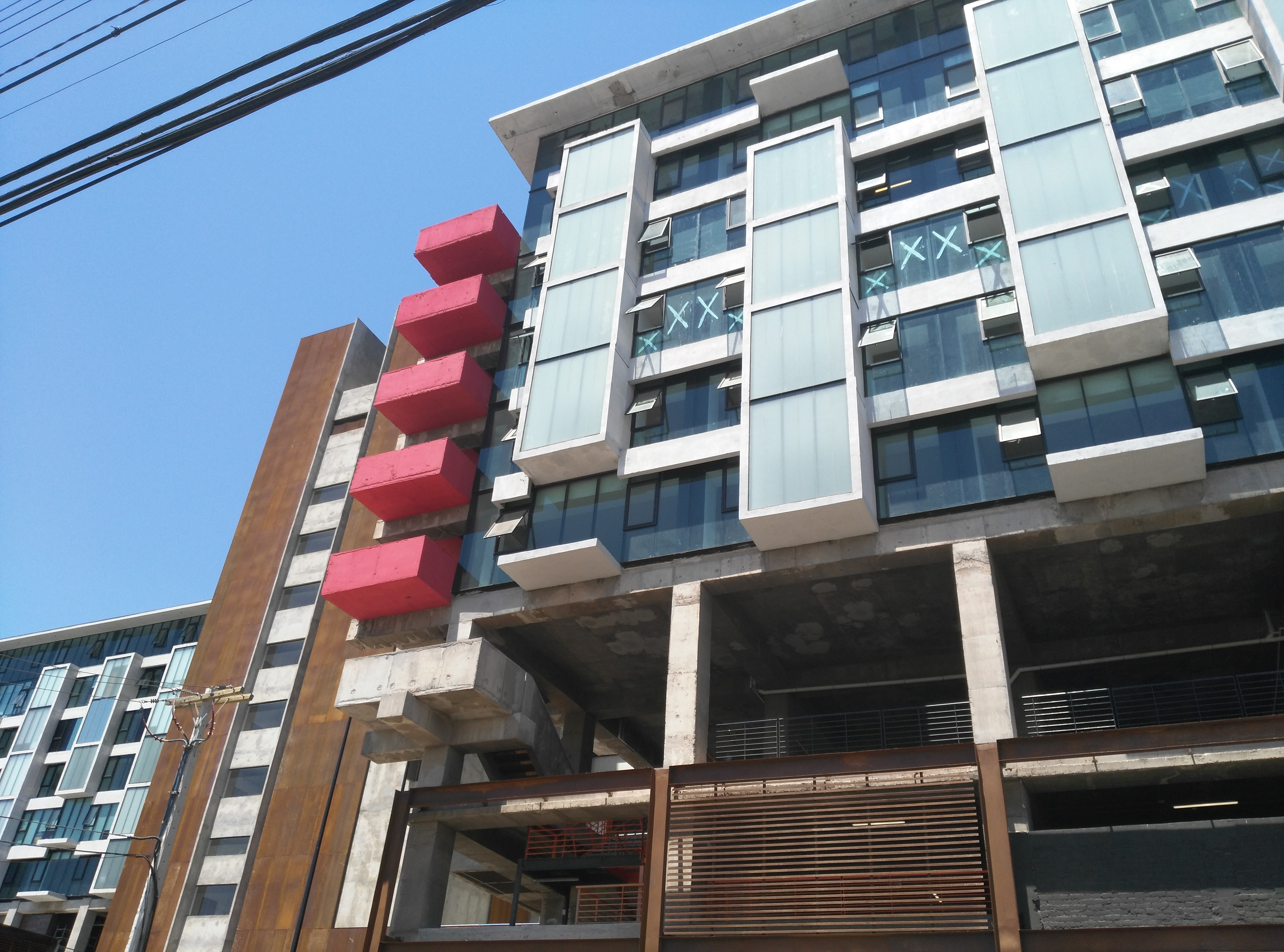
Detalle de su estructura el 5 de enero de 2017

Tras 4 décadas sin uso, y tras el fracaso de la reutilización por parte de la inmobiliaria Mapocho, el 5 de mayo de 2013 se anunció oficialmente la venta del edificio a la empresa Megacentro. 
Dicha empresa reconstruyó el edificio con la finalidad de utilizarlo como centro de negocios (con bodegas, oficinas y salas de exhibición), bajo el nombre de «Núcleo Ochagavía». El diseño arquitectónico es obra del chileno Juan Sabbagh, quién proyectó conservar la infraestructura del fallido hospital, interviniendo solamente el revestimiento del edificio.
Dado que el edificio se convirtió en un ícono urbano de la comuna de Pedro Aguirre Cerda, la empresa decidió la realización de visitas guiadas por el edificio. 
Este sector se consolida como el centro cívico de la comuna y la nueva Plaza Cívica, ubicada frente a las dependencias del Núcleo Ochagavía.